# رسول مددنوعی
رسول مددنوعی معروف به آقا مدد (۱۲۸۷ – ۲۷ مرداد ۱۳۷۴) مربی و بازیکن‌ساز فوتبال ایران بوده است. او از اوایل دهه ۱۳۳۰ در باشگاه راه‌آهن مربی‌گری می‌کرد. از او به عنوان پدر فوتبال راه‌آهن یاد می‌شود. مددنوعی یک دوره در سال ۱۳۳۲ مربی تیم فوتبال تاج تهران (استقلال) نیز بوده است.

## زندگی‌نامه
رسول مددنوعی فوتبال را در زمین مموریال تبریز آموخت. وی در دهه ۲۰، دو باشگاه آریان و راه آهن تبریز را بنیان نهاد. سپس در اوایل دهه ۳۰ از تبریز به تهران آمد. در طول سال‌های مربی‌گری زندگی ساده‌ای داشت و در خانه‌ای متوسط، کنار زمین فوتبال راه‌آهن در جنوب تهران زندگی می‌کرد. شهرت او به خاطر استعدادیابی در رده‌های سنی پایه و پرورش بازیکنان بزرگ بوده است. چهار فرزند او نیز به مدارج بالای پزشکی و آموزشی رسیده‌اند. نام اصلی ایشان رسول مددی نوعی بوده است. فرزند عباسعلی خان الله مدد معروف به چرندابی که از رهبران نهضت مشروطه در شهر تبریز بوده‌اند. مستند به مدارک تاریخی مندرج در کتاب تاریخ مشروطیت ایران می باشد.

## زندگی ورزشی

### دوران مربی‌گری

#### تاج (استقلال)
مددنوعی در تهران با جوانان حاضر در زمین خاکی راه‌آهن کار می‌کرد  که در سال ۱۳۳۲ و به دنبال اختلاف علی دانایی‌فرد با پرویز خسروانی به جای علی دانایی‌فرد مربی‌گری تیم تاج تهران را برای یک فصل برعهده گرفت و با بازگشت علی دانایی‌فرد از این تیم جدا شد. تیم تاج در این سال در جام حذفی باشگاه‌های تهران حذف شد و در قهرمانی باشگاه‌های تهران به مقام چهارمی رسید. دوران مربی‌گری مددنوعی در استقلال کوتاه بود اما اثرگذاری او بر فوتبال استقلال پس از سال ۳۲ هم ادامه داشت. بسیاری از بازیکنانی که در این تیم مطرح شدند از شاگردان مددنوعی بودند که از راه‌آهن می‌آمدند.

#### دیهیم
او در سال ۱۳۴۰ رهبری تیم فوتبال دیهیم تهران از تیم‌های وابسته به تیم فوتبال تاج را بر عهده داشت.

#### جوانان تهران
در سال ۱۳۴۳ رهبری تیم زیر بیست سال تهران را بر عهده گرفت و بازیکنانی چون علی جباری، غلامحسین فرزامی و داریوش مصطفوی را به فوتبال معرفی کرد.

#### راه‌آهن
باشگاه راه‌آهن تهران اگر چه یکی از قدیمی‌ترین باشگاه‌های کنونی ایران است و در سال ۱۳۱۶ تأسیس شده است، اما در سال‌های ابتدایی تأسیس خود هنوز فعالیت‌های مداوم‌اش را در بازیکن‌سازی آغاز نکرده بود. پس از چند دوره حضور در بازی‌های فوتبال باشگاه‌های تهران، از سال ۱۳۲۰ همزمان با جنگ جهانی دوم فوتبال و ورزش در راه‌آهن رو به تعطیلی نهاد و فعالیت این باشگاه تنها در ورزش کارگری ادامه یافت. پس از آن، شروع دوباره راه‌آهن از اوایل دهه ۳۰ بود. هسته اولیه بازیکنان فوتبال راه‌آهن را فرزندان کارکنان راه‌آهن تشکیل می‌دادند که در زمین‌های خاکی پیرامون ایستگاه راه‌آهن در جنوب تهران بازی می‌کردند. سال ۱۳۳۳ رسول مددنوعی به باشگاه راه‌آهن آمد و این شروع دورانی بود که راه‌آهن را تبدیل به کارخانه بازیکن‌سازی در جنوب تهران کرد.
تیم فوتبال راه‌آهن پس از فعالیت‌های زیربنایی مددنوعی از سال ۱۳۳۶ صعود از پله‌های ترقی را در فوتبال تهران آغاز کرد و از دسته دوم تهران به دسته اول آمد. این روند با قانون ممنوعیت حضور تیم‌های وابسته به ادارات دولتی در مسابقات باشگاه‌های تهران تداوم نیافت. سال‌های بعد از آن نیز که این ممنوعیت برداشته شد باشگاه راه‌آهن از نظر توان مالی تاب رقابت با باشگاه‌های بزرگ پایتخت را نداشت و بازیکنانی که در این باشگاه چهره می‌شدند راه تیم‌های بزرگ را می‌پیمودند. با این حال فرایند استعدادیابی و پرورش بازیکنان نخبه در تیم‌های رده پایه این باشگاه همیشه ادامه داشت. رسول مددنوعی موفق شد بازیکنان فراوانی را در چند نسل مختلف به مدارج بالای فوتبال در ایران برساند. با این حال در سال ۱۳۴۴ مجدداً راه آهن را به دسته یک رساند.

#### شاهین
در این تیم با همکاری مربیان بنام آن زمان همچون پرویز دهداری، شاگردانی چون همایون بهزادی، علی شیرزادگان، فرهاد کاظمی پرورش داده و برای مدتی  سید احمد خمینی نیز ؛ در این تیم شاگردی و تمرین فوتبال می‌کرد.

#### ایرانا
با توجه به فعالیت گسترده مدد در باشگاه‌های مختلف مدتی نیز با باشگاه کارخانه ایرانا همکاری داشته‌اند که بازیکنان معروف دیگری بنامهای بهمن دخیلی، رضا نعیما و اکبر تقی‌زاده در این تیم فعال بوده، رشد و ترقی زیادی حتی تا دسته یکم باشگاهی داشته‌اند.

#### اکباتان
در تابستان ۱۳۵۶ مربی و سرپرست این تیم شد و در مسابقات نوجوانان باشگاه‌های تهران با این تیم در بین ۱۵۰ تیم قهرمان شد، در مهرماه همان سال بین ۸۴ تیم عنوان قهرمانی دسته سوم باشگاه‌های تهران را بدون شکست، کسب کرد.

#### کشاورز
او در اواخر عمر با مساعدت دکترعیسی کلانتری (وزیر محترم کشاورزی آن زمان) با سمت مربی و مدیر تیم فوتبال کشاورز مشغول فعالیت شده و توانست این تیم را از دسته دوم به اول صعود بدهد ولی بدلیل بیماری خفیف (سکته مغزی) این فعالیت محدود بود.

#### تأسیس ورزشگاه
تأسیس استادیوم ورزشی فوتبال چمن و نیز بازسازی محل ورزشی استخر و سالن سرپوشیده نیز به همت این مرد بزرگ انجام گرفته است. ضمنأ در شهرهای مختلف و در محلات تهران حدود ۳۵۰ زمین ورزش فوتبال خاکی و چمن دایر نموده است که تأسیس زمین چمن در مجتمع کشت و صنعت و دامپروری دشت مغان وزارت کشاورزی از جمله خدمات این مرد بزرگ می‌باشد. کلیه امکانات فراهم شده توسط مساعدتهای مردمی و همیاری علاقه‌مندان بوده و از حداقل امکانات در ابعاد وسیع بهره‌مند بوده است.

#### کمک مربی تیم ملی
حدود ۱۷ کشور جهان بعنوان مربی تیم فوتبال و کمک مربی تیم ملی ایران با همراهی حشمت مهاجرانی و محمود یاوری با مشاوره حسین صدقیانی، دکتر دیده بان، دکتر محمد زادمهر و دکتر تقی زرکش حضور داشته است. دوران ورزشی ملی وی همزمان بوده با شکوفایی ملی پوشانی چون ناصر حجازی، علی پروین، پرویز قلیچ خانی، محراب شاهرخی، جلال طالبی، حسن حبیبی، گودرز حبیبی، عزیز اصلی، حسین کلانی، فرامرز ظلی، حسن روشن، علی یاوری، ایرج دانایی فرد، مجید حلوایی، صفر ایرانپاک، مائیس میناسان، حسن نظری، غلامحسین (حسین) و پرویز مظلومی، غفور جهانی، رضا عادلخانی، محمد مایلی کهن، محمد فرکی، جمشید راغفر، نادر و ناصر فریادشیران، حافظ طاحونی، علی گیوه چی و...

#### پرورش بازیکن‌های بزرگ
رسول مددنوعی در سال‌های طولانی مربی‌گری در رده‌های مختلف فوتبال راه‌آهن بازیکنان بزرگی را به سطح اول فوتبال ایران و آسیا معرفی کرد. از جمله آن‌ها می‌توان به رضا وطن‌خواه، بیوک وطن‌خواه، بهمن نوروزی، کرم نیرلو، علی جباری، نصرالله عبداللهی، عزت جانملکی، جهانگیر کوثری، امیر قلعه‌نویی، فرشاد پیوس، پرویز ابوطالب، رضا حسن‌زاده، حافظ طاحونی، داریوش مصطفوی، ابراهیم آشتیانی، اصغر شرفی، جواد قراب، فرهاد کاظمی، محمد دادگان، مسعود معینی، فریدون معینی، اکبر کارگرجم، بهتاش فریبا، محراب شاهرخی، همایون بهزادی، شیرزادگان، محمود خوردبین و ده‌ها بازیکن مطرح دیگر در فوتبال ایران اشاره کرد.

## افتخارات

##### دیهیم
- دسته دوم باشگاه‌های تهران: ۱۳۳۸

##### اکباتان
- نوجوانان باشگاه‌های تهران: ۱۳۵۶

## مرگ
روز جمعه ۲۷ مرداد ۱۳۷۴، مددنوعی پس از دیدن بازی‌های امید باشگاه‌های تهران در ورزشگاه شیرودی، به همراه پرویز ابوطالب برای تماشای دیدار استقلال تهران و برق شیراز در فینال جام حذفی ایران به ورزشگاه آزادی رفته بود. پس از پایان این بازی هنگام عبور از عرض خیابان در مقابل درب غربی ورزشگاه آزادی با اتومبیلی که از مسیر خارج شده بود برخورد کرد و جان باخت. مددنوعی در آن زمان ۸۷ سال داشت اما در سلامت جسمی کامل بود و جز یک سابقه سکته مغزی قبلی هیچ‌گونه بیماری دیگری نداشت. پیکر رسول مددنوعی فردای آن روز در زمین فوتبال راه‌آهن تهران بدرقه شد.
در پاییز ۱۳۸۷ مسابقات پیشکسوتان یادواره وی در تهران برگزار شد. 